# Juan Jure
Juan Rubén Jure (Río Cuarto, Córdoba, 26 de abril de 1968) es un político argentino perteneciente a la Unión Cívica Radical, ex intendente de la ciudad de Río Cuarto y ex Legislador Provincial.

## Biografía
En 1983, con el advenimiento de la democracia, participó en la organización radical de los estudiantes secundarios, donde ocupó –entre otros– el cargo de secretario general.
Ocupó la presidencia de la Juventud Radical Circuito de Río Cuarto, durante dos períodos (1993 y releecto en 1995). Fue secretario en el Comité Provincia de la UCR de Córdoba, en el período 2004 – 2006.
Fue designado como Subsecretario de Comunicación y cumplió ese rol durante los años 1998-1999.

### Concejal (1999-2004),Candidato a Legislador y Pte. Concejo Deliberante (2004-2008)
En el año 1999 fue elegido concejal de Río Cuarto para el periodo 1999-2004, durante ese tiempo fue vicepresidente del bloque UCR. Fue candidato a Legislador Provincial del departamento de Río Cuarto en el año 2003. En 2004 fue nuevamente electo concejal y fue elegido por sus pares como Presidente del Honorable Concejo Deliberante (2004-2008).
Durante el año 2007 estuvo a cargo del municipio debido a que el intendente, Antonio Rins estaba de campaña era candidato a vicegobernador acompañando a Luis Juez.

### Intendente de Río Cuarto (2008-2016)
En junio de 2008 Jure fue elegido Intendente de Río Cuarto para el periodo 2008-2012 por el Frente Río Cuarto para Todos (UCR, Partido Nuevo y Partido Socialista) tras ganar con el 49,12% al peronista y titular de ANSES en Río Cuarto, Luis Sánchez de Unión por Córdoba que salió segundo con el 30,59%. El Concejo Deliberante quedaría integrado por 11 concejales de Río Cuarto para Todos, 6 de Unión por Córdoba, 1 del Frente de la Gente y 1 para la Coalición Cívica.
En la noche del 15 de abril de 2012 Jure fue reelecto intendente por otro periodo hasta el 2016 por el mismo frente al ganar con el 47,80% al peronista Miguel Minardi de la coalición Unión por Córdoba que logró el 43,80%. El Concejo Deliberante quedaría con 10 concejales del Frente Río Cuarto para Todos, 8 Unión por Córdoba y 1 para Encuentro Ciudadano.
Durante su período como intendente afrontó protestas vecinales por la falta de cloacas y la contaminación ambiental en la ciudad.
Fue sucedido por Juan Manuel Llamosas

### Legislador provincial (2019-2023)
En las Elecciones provinciales de Córdoba de 2019 Juan Jure aceptó la propuesta de Mario Negri (candidato a gobernador) de que vaya en su lista como primer candidato a legislador provincial de Córdoba Cambia que representa a Juntos por el Cambio. El 10 de diciembre de 2019 asumió como legislador.
El 27 de marzo de 2020 propone el programa específico creado por la Ley 10690.
A fines de 2021, el legislador se vio envuelto en una polémica por firmar el proyecto de ley del juego en línea como propio y no poder defenderlo ante las comisiones y la oposición hasta de su propio partido.[cita requerida]
El 27 de enero Jure abandona el bloque Juntos por el Cambio presidido por el legislador Orlando Arduh y se pasa al bloque Juntos UCR, tras no estar de acuerdo por el cómo se votó en la sesión del proyecto Juego Online; al mismo tiempo el 1 de febrero los legisladores Negristas y Mestristas decidieron que apoyarían a Jure para que presida el bloque Juntos UCR. El 7 de febrero de 2022, Jure asume la presidencia del bloque Juntos UCR en la legislatura provincial con el voto de la mayoría de los legisladores radicales venciéndole y sacándole la presidencia a Marcelo Cossar.
Desde que asumió la presidencia del bloque Juntos UCR.